# 索菲伊夫卡 (卡利尼夫卡區)
49°35′34″N 28°32′0″E / 49.59278°N 28.53333°E
索菲伊夫卡（烏克蘭語：Софіївка），是烏克蘭的村落，位於該國西南部文尼察州，由赫米利尼克區負責管轄，面積0.82平方公里，海拔高度270米，2001年人口314，人口密度每平方公里382.93人。